# Agrotis daedalus
Agrotis daedalus är en fjärilsart som beskrevs av Smith 1890. Agrotis daedalus ingår i släktet Agrotis och familjen nattflyn. Inga underarter finns listade i Catalogue of Life.

## Bildgalleri

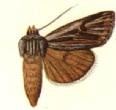